# 輝巨星
輝巨星（ききょせい、Bright giant）は、光度階級IIの恒星である。これらは巨星から超巨星にまたがる大きさであるが、通常は超巨星ほど明るく重いわけではなく、極めて明るい巨星に分類される。
輝巨星に分類される有名な恒星には、次のようなものがある。
- さそり座θ星:黄白色のF型輝巨星
- カノープス:白色のA型輝巨星
- うみへび座α星アルファルド:橙色のK型輝巨星
- ヘルクレス座α星:赤色のM型輝巨星
- おおいぬ座γ星:青白色のB型輝巨星